# 베닌 공화국
베닌 공화국(Republic of Benin)은 베닌시티를 수도로 한 비아프라 전쟁시 비아프라의 괴뢰국이다.

## 역사
1960년에 갓 태어난 신생 국가인 나이지리아는 다른 식민지 아프리카 국가들처럼 내부적으로 불안정한 상태였다. 결국 독립한 지 얼마 안 되어 민족, 종교 간의 갈등이 격화되기 시작하였고 결국 1967년 내전이 일어나게 된다. 이때 비아프라 공화국이 독립을 선언한 초반에는 비아프라가 인프라나 군사적으로나 나이지리아보다 우세했기에 승승장구하였고 결국 8월에 비아프라 정부군은 베닌시티로 입성하게 된다. 비아프라 정부는 나이지리아 정부군이 베닌시티 인근 지역을 통해 비아프라를 침공해 오는 것을 봉쇄하기 위해 베닌시티 인근 지역을 장악한 후 괴뢰 정부를 성립하게 된다. 괴뢰 정부는 비아프라가 독립을 한 이유를 정당화하고 이를 지지하게 하는 각종 선전자료들을 배포하기 시작했다. 하지만 선전자료를 배포하는 노력에도 불구하고 이 괴뢰정부는 비아프라 분리독립의 핵심 민족인 이그보족을 제외한 다른 어떤 민족들한테도 지지를 받지 못했고 오히려 반감만 생기게 만들었다. 반감은 시간이 지나면 지날수록 더욱 더 커지게 되었고 결국 1967년 9월 19일 비아프라 정부는 최후의 수단으로 괴뢰정부를 괴뢰국으로 분리독립 시켜버린다. 비아프라 공화국은 베닌 공화국이 이그보족이 아닌 다른 민족들의 지지를 얻지 못했더라도 새로운 괴뢰국은 최소한 비아프라와 나이지리아 정부군을 물리적으로 분리시킬 수 있다고 믿고 있었다. 얼떨결에 독립을 하게된 베닌 공화국은 내전에서 비아프라를 지지하는 포지션을 취해 보려고 했으나 이미 나이지리아 정부군이 전세를 역전해 나이지리아 수도 라고스로 기세등등하게 진격하던 비아프라가 패퇴하는 상황이었고, 9월 19일에는 이미 베닌시티 코 앞까지 나이지리아 정부군이 진격한 상태였다. 베닌시티를 지키던 비아프라 군인들은 정부군이 코앞까지 진격했다는 소식을 듣고는 베닌 공화국을 포기한 채 비아프라로 후퇴하게 된다. 결국 비아프라 군인들이 도망치게 되자, 베닌 공화국은 혼자서 방어할 만한 군인들이 존재하지 않았기에 단 몇 시간만에 정부군은 베닌시티에 무혈입성하게 된다. 나이지리아 정부군이 베닌시티로 입성하자, 베닌시티 시민들은 너도나도 할 거 없이 길거리로 나와 재정복을 축하했다. 결국 비아프라 공화국의 괴뢰국인 베닌 공화국은 건국된 지 단 하루만인 1967년 9월 20일에 멸망해 역사 속으로 사라지게 되었다. 이 사건으로 나이지리아 연방 정부는 사소한 민족 간의 갈등으로 인식되던 것을 본격적으로 전쟁으로 확대할 정당성을 얻게 되었고 비아프라 입장에서는 악수가 되고 만다.

## 같이 보기
- 괴뢰정권
- 베닌 공화국의 국기
- 비아프라의 국기